# マンガン尖晶石
マンガン尖晶石（-せんしょうせき、英語: Galaxite、ガラックサイト）は、尖晶石族に分類される酸化鉱物で、結晶系は等軸、化学式はMn2+
Al
2O
4。宝石として扱われる場合もある。

## 産出
1932年にアメリカ合衆国ノースカロライナ州アリゲイニー郡ボールドノブ（英語名の由来となったバージニア州ゲイラクス付近）で初めて産出した。
通常は赤褐色の顆粒状の集合体として産出する。ガラス光沢を有し、条痕は赤褐色。モース硬度は7.5。
炭酸塩に富む変成マンガン鉱床から産出し、ボールドノブ地域ではアレガニー石、ばら輝石、園石、満礬柘榴石、テフロ石、クトナホラ石、マンガンヒューム石、ヤコブス鉱、ケリー石、閃マンガン鉱が共存鉱物として産出される。スウェーデンのブラットフォシュ鉱山ではカトプトライト、磁鉄鉱、マンガノスティバイト、マグヌソナイト、マンガンヒューム石、緑マンガン鉱が共存鉱物として産出される。

## 組成
尖晶石族のアルミニウム（Al）系列においてマンガン（Mn）を端成分として豊富に含む。結晶構造において二価鉄（Fe）とマグネシウム（Mg）はマンガンを容易に置換し、三価鉄とアルミニウムの関係も同様である。大概の天然試料を反映して組成は、(Mn,Fe2+
,Mg)(Al,Fe3+
)
2O
4と表すのが適切とされる。